# Баґпат (округ)
Баґпат (гінді बागपत जिला, англ. Bagpat district) — округ індійського штату Уттар-Прадеш в межах Національного столичного регіону із центром у місті Баґпат.
Економіка округу засновується на сільському господарстві, тут вирощуються цукрова тростина, гірчиця, пшениця, кукурудза, картопля, овочі. Промисловість переважно харчова, зокрема цукрова.

## Ресурси Інтеренту
- district[недоступне посилання з червня 2019] Maps of India
- Baghpat district UP Online

| Індія | Це незавершена стаття з географії Індії. Ви можете допомогти проєкту, виправивши або дописавши її. |